# توماس برينكمان
توماس برينكمان (بالألمانية: Thomas Trampe-Brinkmann )‏ (و. 1960 – م) هو سياسي، من ألمانيا، ولد في بكوم ألمانيا، هو عضوٌ في الحزب الديمقراطي الاجتماعي الألماني.

## مناصب
تولى منصب عضو مجلس الشورى الموحد شمال الراين وستفاليا.